# Ibex (casa editrice)
Ibex Publishers, Inc. è una casa editrice statunitense specializzata in iranistica.

## Storia

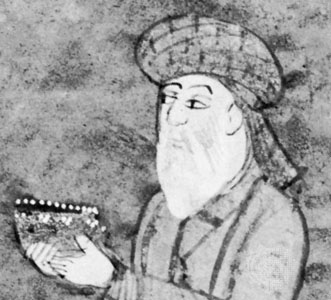
Hafez. Miniatura del XVIII sec.

La casa è stata fondata nel 1979 a Bethesda, nello Stato del Maryland ma non lontano da Washington D.C. Pubblica testi sia in inglese che in persiano, che spaziano dagli argomenti più specialistici a quelli per il grande pubblico. Ultimamente, sia per la dislocazione dell'azienda che a causa dell'avvenuta assimilazione degli Iraniani negli Stati Uniti e in generale fuori dall'Iran, vengono pubblicati più titoli in inglese che in persiano. Essi consistono soprattutto in corsi di lingua persiana ed altre lingue mediorientali come l'arabo ed il siriaco, dizionari, autobiografie di iraniani illustri, e molti libri la cui pubblicazione in Iran è proibita.
Ha riportato alle stampe la Literary History of the Persians (Storia letteraria dei Persiani) di E.G. Browne; il primo libro completo di cucina persiana; e la versione integrale delle opere di Hafez, il più noto poeta classico persiano, del quale l'editore ha pubblicato quattro distinte traduzioni dei suoi lavori. È in procinto di dare alle stampe il VI volume dei diari rivelatori di Asadollah Alam, il primo ministro iraniano (1962-1964) detto "Il migliore amico dello Scià".
Distribuisce pubblicazioni di altri importanti editori relative alla letteratura e alla cultura persiana, quali "Harvard University Iranian Oral History Project" e "Farhang Moaser".
Pubblica a volte anche titoli estranei ai temi principali trattati se ritenuti di valore letterario, come ad es. la traduzione di un premiato romanzo scritto ad Haiti.

### La libreria "Iranbooks"
La casa editrice possiede a Bethesda una libreria al dettaglio di nome "Iranbooks", che vende anche libri di altri editori relativi alla cultura iraniana.

### Il nome "Ibex"

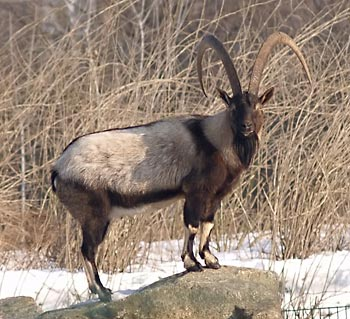
Egagro (Capra aegagrus)

Disegni in sequenza, dal recipiente in ceramica reperito a Shahr-i Shotka raffigurante un egagro

Animazione dei disegni

Il nome "Ibex" in inglese, come in latino, significa "Stambecco" (Capra ibex). Ma nella fattispecie si riferisce alla razza iraniana di stambecco, il cui nome va più precisamente tradotto in italiano con il termine "Egagro" (Capra aegagrus). L'animale è presente sul logo usato dalla società prima ancora di avere scelto il nome "Ibex". Il termine "Ibex" può anche essere visto come un gioco di parole che ricorda, in inglese, una possibile abbreviazione di "Iranbooks".
Questo animale è oggi presente anche negli Stati Uniti; in quanto centinaia di egagri vivono liberi in Arizona, discendenti di una coppia ricevuta in dono durante l'epoca dello Scià.
Esso è chiamato in persiano "Pâzan" o "Pâzhan". L'editore ha scelto la denominazione "Châp-e Pâzhan"; perché è corta, eufonica, ed impiega tre lettere dell'alfabeto persiano ("Če", "Pe", "Že") non presenti nell'alfabeto arabo.
Il più antico esempio di animazione conosciuto rappresenta un egagro. Una ciotola antica di 5.200 anni reperita negli anni 70 a Shahr-i Sokhta, la "Città Bruciata" dell'Iran, raffigura una serie di cinque immagini che solo di recente i ricercatori hanno identificato come sequenziali, similmente a quelle di uno zootropio. Facendo ruotare la ciotola si vede un egagro che salta per strappare delle foglie da un albero.
Questa notevole ceramica fu portata alla luce, da un luogo di sepoltura, ad opera di un archeologo italiano che non notò la particolare relazione tra le immagini che ne adornavano la circonferenza. L'intuizione venne anni dopo all'archeologo iraniano Mansur Sadjadi, che fu in seguito promosso a dirigere gli scavi di Shahr-i Shotka, situata a 57 chilometri dalla città di Zabol, nella regione del Sistan e Baluchistan dell'Iran sud occidentale. Il reperto è oggi custodito presso il Museo Nazionale dell'Iran a Teheran.
Mohammad Nasserifard ha raccolto fotografie ed informazioni sui petroglifi iraniani, alcuni dei quali antichi di oltre 40.000 anni. Il 90% di essi raffigura un  egagro. Questa raccolta può essere visitata sul sito "homayen.com".